# ای پسر، تو یتیم می‌شوی
ای پسر، تو یتیم می‌شوی (به هندی: Tabbaliyu Neenade Magane) و (به انگلیسی: Oh Son, You Become Orphan) یا گرگ و میش (به هندی: Godhuli) فیلمی هندی محصول سال ۱۹۷۷ و به کارگردانی گیریش کارناد و بی.وی. کارانت است. در این فیلم بازیگرانی همچون نصیرالدین شاه، لاکشمی کریشنامورتی، پائولا لیندسی، کولبوشان کارباندا و اوم پوری ایفای نقش کرده‌اند.